# Saint-Denis-lès-Rebais
Saint-Denis-lès-Rebais – miejscowość i gmina we Francji, w regionie Île-de-France, w departamencie Sekwana i Marna.
Według danych na rok 1990 gminę zamieszkiwało 716 osób, a gęstość zaludnienia wynosiła 47 osób/km² (wśród 1287 gmin regionu Île-de-France Saint-Denis-lès-Rebais plasuje się na 712. miejscu pod względem liczby ludności, natomiast pod względem powierzchni na miejscu 162.).